# Holoaden
Holoaden es un género de anfibios anuros de la familia Craugastoridae. Las especies del género se distribuyen por el sudeste de Brasil.

## Especies
Se reconocen 4 especies según ASW:
- Holoaden bradei Lutz, 1958
- Holoaden luederwaldti Miranda-Ribeiro, 1920
- Holoaden pholeter Pombal, Siqueira, Dorigo, Vrcibradic & Rocha, 2008
- Holoaden suarezi[2] Martins & Zaher, 2013